# Samarém
Samarém é um prato vegetariano típico da culinária indo-portuguesa de Goa, Damão e Diu, outrora pertencentes ao Estado Português da Índia.
Pode ser preparado com lentilhas, grão-de-bico, feijão ou ervilhas. Os temperos incluem pimenta, coentros, açafrão, mostarda e cominhos.
As leguminosas são cozidas, ao mesmo tempo que se prepara um refogado de cebola. Juntam-se as leguminosas ao refogado e adicionam-se, em seguida, os restantes temperos, deixando-se apurar em lume brando.